# Elihu Katz
Elihu Katz (New York, 21 maggio 1926 – Gerusalemme, 31 dicembre 2021) è stato un sociologo statunitense naturalizzato israeliano.

## Biografia
Specializzato nelle ricerche sulla comunicazione, si pose come obiettivo principale la ricerca nell'interazione tra i media, le conversazioni, le opinioni e l'azione nella sfera pubblica. Fu professore fiduciario presso la Annenberg School for Communication (University of Pennsylvania), professore emerito di Sociologia e Comunicazione presso l'Università Ebraica di Gerusalemme e direttore scientifico dell'Istituto Guttman di ricerca sociale applicata.
Pubblicò un libro, Personal Influence, tradotto e studiato in Italia con il titolo L'influenza personale nelle comunicazioni di massa, scritto in collaborazione con il suo mentore, Paul Felix Lazarsfeld, professore di Sociologia presso la Columbia University. Seguì gli scritti dello psicologo sociale francese Gabriel Tarde, teso a concettualizzare la sfera pubblica come arena di interazione tra media, conversazione, opinione e azione. 
Nel 1960 iniziò una collaborazione congiunta con l'Università di Chicago e l'Università Ebraica di Gerusalemme.
Accettò successivamente l'invito del governo israeliano a presiedere una commissione incaricata dell'introduzione delle trasmissioni televisive nel paese, alla fine degli anni sessanta. Questa esperienza lo condusse nel 1970 ad elaborare insieme a Eberhard George Weddel, presso la Manchester University, il suo successivo lavoro accademico: L'introduzione delle trasmissioni televisive in paesi del terzo mondo. Ogni suo successivo studio fu teso a valutare l'impatto di venti anni della televisione (1970-1990) nel tempo libero, nella cultura e nella comunicazione di Israele.
Scrisse anche, in collaborazione con Paul Felix Lazarsfeld, Personal Influence. In quest'opera l'attenzione è accentrata sulle figure degli opinion leader, ossia, quelle personalità in grado di influenzare le opinioni degli individui. 
Lo stesso Katz divenne  oggetto di studio in ambito accademico, negli studi di Sociologia e Comunicazione, grazie soprattutto alla collaborazione con Paul Felix Lazarsfeld alla Columbia University.

## Premi e onorificenze
Katz fu vincitore del premio UNESCO-Canada McLuhan Prize. È membro eletto della American Academy of Arts and Sciences. Nel 1989 venne insignito del prestigioso Premio Israele per le scienze sociali. Nel 2005 ricevette il Marshall Sklare Award, assegnato ogni anno dall'Associazione per lo Studio Scientifico sociale degli ebrei ad uno studioso di alto livello che ha contribuito significativamente allo studio scientifico sociale dell'ebraismo.